# Kure Ken
Kure Ken (japanisch 呉建; geboren 27. Oktober 1883 in Tōkyō; gestorben 27. Juni 1940 daselbst) war ein japanischer Internist und Neurologe.

## Leben und Wirken
Kure Ken schloss 1907 ein Studium der Medizin an der Universität Tōkyō ab. Von 1911 bis 1913 hielt er sich zur Weiterbildung in Deutschland und Österreich auf. In Berlin studierte er bei Claus Schilling und in Prag unter Ewald Hering. 1919 wurde er Assistenzprofessor, wechselte 1920 als Professor an die Universität Kyūshū und wurde schließlich 1925 Professor an seiner Alma Mater.
Kure ist bekannt für seine Untersuchungen zum  Vegetativen Nervensystem. Er entdeckte und bestimmte die Natur des zentrifugalen, spinalen parasympathischen Systems im Rückenmark. Er stellte außerdem fest, dass das Nervensystem die Spannung und Ernährung der steuerbaren Muskeln steuert und leistete einen Beitrag zur Kenntnis der progressiven Muskeldystrophie.
1939 wurde Kure mit dem kaiserlichen Preis (恩賜賞. Onshi-shō) der  Akademie der Wissenschaften ausgezeichnet. Er wurde in den 1930er Jahren mehrfach für den Nobel-Preis vorgeschlagen. Die Nationale und Kapodistrias-Universität Athen ernannte ihn zum Ehrendoktor. Zu seinen Schriften gehört „Das vegetative Nervensystem“ (自立神経系, Jiritsu shinkeikei) aus dem Jahr 1934.
Zu Kures Schülern gehört der Internist Okinaka Shigeo.